# Касонго Каломбо
Касонго Каломбо (д/н — 1885/1886) — мулохве (володар) держави Луба в 1865/1869—1885/1886 роках. Встановив тривалі торговельні відносини з європейцями та султанатом Занзібару.

## Життєпис
Молодший син мулохве Ілунга Кабалі, після смерті якого 1850 або 1862 року втрутився у боротьбу за трон з братами Малоба Конкола і Кітамба. Зрештою в 1865 та 1869 році зумів здобути перемогу та владу.
Втім, скориставшись війною братів, від Луби відпали залежні народи та провінції, де правили принци крові. Фактична влада Касонго Каломбо поширювалася лише на область народа луба. Для виправлення ситуації мулохве вирішив модернізувати армію, озброївши її вогнепальною зброєю. Він почав закупляти гвинтівки в португальців з Анголи та арабів з Занзібару (згодом деякі арабські торгівці отримали в оренду мідні копальні), натомість продавав слонову кістку, мідь та рабів. Згодом встановив торговельні відносини з англійцями.
Завдяки переозброєному та добре навченому війську (до нього додалися найманці) Касонго Каломбо вдалося відновити цілісність держави, знову підпорядкувавши колишніх васалів та родичів. найзапеклішою була війська з Нделою, намісником області Мунза, який контролював копальні заліза та міді. Зрештою того в запеклій битві було переможено.
Загинув 1885 або 1886 року, коли в руках розірвалася гвінтівка, пошкодивши руку, в результаті чого стік кров'ю. Слідом за цим почалася боротьба за владу між його братом померлого — Ндаї Манді — і сином — Касонго Н'ємбу, чим скористався Мсірі, що утворив власну державу.